# Júnior (Fußballspieler, 1973)
Júnior (* 20. Juni 1973 in Santo Antônio de Jesus, Bahia; bürgerlich Jenílson Ângelo de Souza) ist ein ehemaliger brasilianischer Fußballspieler.

## Karriere
Der Spieler gewann in seiner Karriere verschiedene nationale sowie internationale Meisterschaften. Junior spielte in seiner Jugendzeit beim EC Vitoria aus Bahia. Hier traf er auf den ein Jahr jüngeren Vampeta. Ihre sportlichen Wege trennten sich zwar, aber sie wurden 2002 gemeinsam Fußballweltmeister.
Nach seiner aktiven Laufbahn eröffnete Junior 2011 ein Restaurant in Belo Horizonte.

## Erfolge
Nationalmannschaft
- Fußball-Weltmeisterschaft: 2002

Vitória
- Staatsmeisterschaft von Bahia: 1995

Palmeiras
- Staatsmeisterschaft von São Paulo: 1996
- Copa do Brasil: 1998
- Copa Mercosur: 1998
- Copa Libertadores: 1999
- Torneio Rio-São Paulo: 2000
- Copa dos Campeões: 2000

Parma
- Coppa Italia: 2002

FC São Paulo
- Staatsmeisterschaft von São Paulo: 2005
- Copa Libertadores: 2005
- FIFA-Klub-Weltmeisterschaft: 2005
- Campeonato Brasileiro de Futebol: 2006, 2007, 2008

## Auszeichnungen
- Bola de Prata: 1998